# 建河站
建河站是一座位于陇海线上的铁路车站，位于陕西省宝鸡市陈仓区凤阁岭镇，建于1945年，目前为四等站，邮政编码为721323。目前主要担当列车到发、会让作业，办理客运（通勤）业务，不办理联网售票，乘车旅客以上车补票的形式搭乘列车。本站与陇海下行线新建河站平行，相距仅百余米。

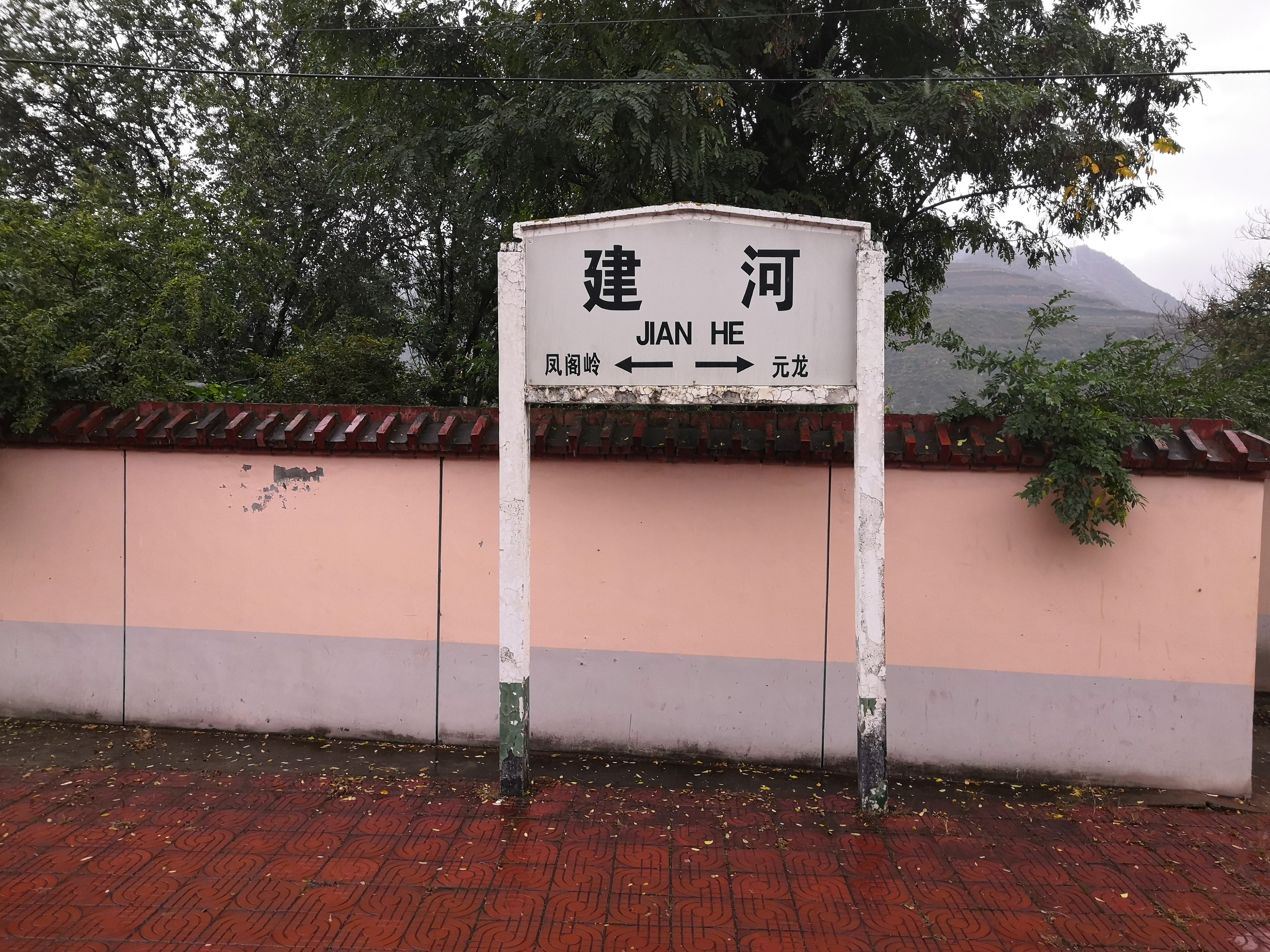
2019年10月，车站站牌